# Tribhuvan Ambote
Tribhuvan Ambote – gaun wikas samiti w środkowej części Nepalu  w strefie Dźanakpur w dystrykcie Sindhuli. Według nepalskiego spisu powszechnego z 2001 roku liczył on 619 gospodarstw domowych i 3562 mieszkańców (1790 kobiet i 1772 mężczyzn).